# Condado de Orgaz

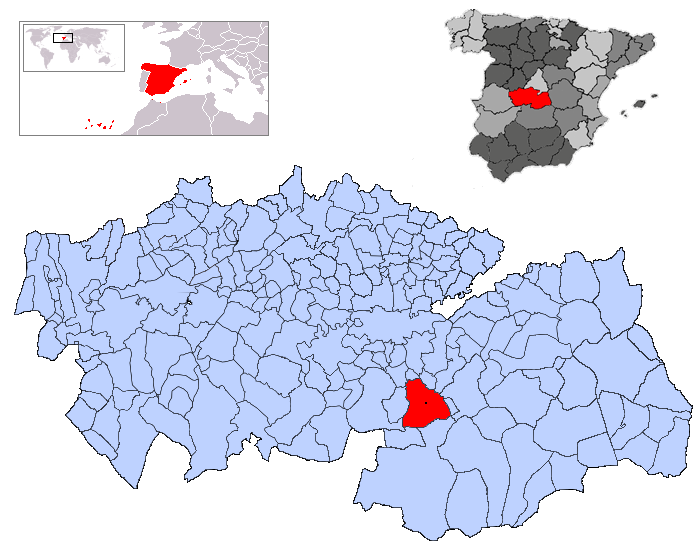
Situación de Orgaz, dentro de la provincia de Toledo

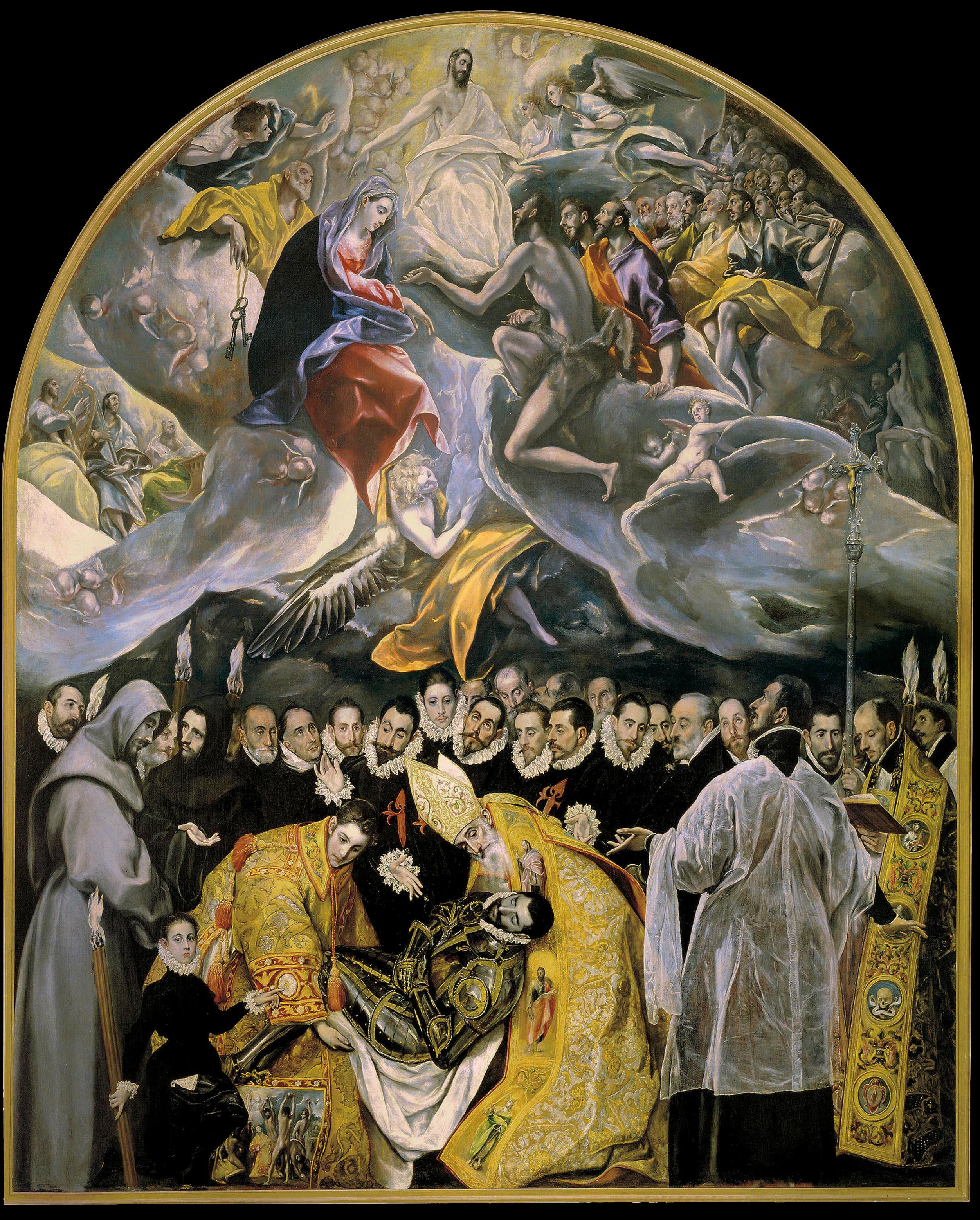
Entierro del Conde de Orgaz, cuadro de El Greco, que representa el entierro de Gonzalo Ruiz de Toledo, IV señor de Orgaz, antepasado de los futuros condes de Orgaz

El condado de Orgaz es un título nobiliario español creado el 17 de mayo de 1520 por el rey Carlos I de España a favor de Álvaro Pérez de Guzmán y Suárez de Mendoza, señor de Orgaz y de Santa Olalla, en Toledo, hijo de Esteban de Guzmán, señor de Orgaz, y de Isabel de Borbón (Suárez de Mendoza y Borbón).

## Denominación
Su denominación hace referencia al municipio de Orgaz, en la provincia de Toledo.

## Señores de Orgaz
- Fernando Yáñez de Alfariella, I señor de Orgaz (concesión de Fernando III el Santo, en el privilegio rodado de 28 de febrero de 1220).[3]

Casó con Sancha. Le sucedió su hijo:
- Gutier Fernández (Gutier ibn Fernand Abdelmelic), II señor de Orgaz.

Casó con Soli Illán, hija de Illán Esteban y hermana de Esteban Illán. Le sucedió su hijo:
- Ruy Gutiérrez, III señor de Orgaz.

Casó con su prima Mayor Esteban, hija de Esteban Illán. Le sucedió su hijo:
- Gonzalo Ruiz de Toledo (d. 1250-9 de diciembre de 1323), IV señor de Orgaz.

Casó en primeras nupcias con María de Mena, hija de Fernando González de Mena y de su esposa María Pérez, sin sucesión. Casó en segundas nupcias con Aldonza. Le sucedió su hijo:
- Martín Fernández de Toledo (a. 1300-1354), V señor de Orgaz.

Casó en primeras nupcias con Juana Díaz de Vargas, sin sucesión. Casó en segundas nupcias con Inés de Benavides, hija de Juan Alfonso de Benavides (f. 1309), VI señor de Benavides y V señor de Tenorio, y de su esposa Teresa Alfonso Godínez, señora de Cilleruelo. Le sucedió su hija:
- Aldonza Fernández de Toledo, VI señora de Orgaz.

Casó con Pedro Núñez de Guzmán (?-1358), señor de Olivera y Ayamonte, hijo de Álvar Pérez de Guzmán y de su segunda esposa Teresa Gutiérrez. Le sucedió su hijo:
- Martín Fernández de Guzmán[5] (h. 1357-1377), VII señor de Orgaz y alguacil mayor de Toledo, otorgó testamento el 28 de abril de 1377 y habrá fallecido entre esa fecha y el 19 de agosto de 1377, cuando el rey Enrique II de Castilla aceptó el poder que Martín, ya difunto, había dado al prior de San Agustín de Toledo para que pudiese hacer testamento en su nombre.[6]

Casó con María de Orozco (m. a. 1399), señora de Santa Olalla y de Escamilla, hija de Íñigo López de Orozco y de Marina García de Meneses. Después de enviudar, María casó en segundas nupcias con Juan Rodríguez de Castañeda, señor de Las Hormazas (m. Batalla de Aljubarrota, 14 de agosto de 1385), y en terceras nupcias con Lorenzo Suárez de Figueroa, maestre de la Orden de Santiago, de quien fue segunda esposa. Le sucedió su hijo:
- Álvar Pérez de Guzmán (1373-1429), VIII señor de Orgaz.

Casó en 1394 con Beatriz de Silva y Tenorio (?-1429), hija del portugués Arias Gómez de Silva y de su esposa Urraca Tenorio, hija, a su vez, de Alonso Jofre Tenorio y su esposa Elvira Álvarez, y hermana del arzobispo Pedro Tenorio. Le sucedió su hijo:
- Alfonso Pérez de Guzmán (c. 1400-1444), IX señor de Orgaz.

Casó con Sancha Ponce de León (m. a. 1440), hija de Pedro Ponce de León, I conde de los Arcos y de Marina de Ayala. Le sucedió su hijo:
- Álvar Pérez de Guzmán «el Mozo» (1432-1482), X señor de Orgaz.

Casó con Leonor Carrillo de Acuña, hija de Gómez Carrillo de Acuña y de María de Castilla, hija de Diego de Castilla y nieta del rey Pedro el Cruel. Le sucedió su hijo:
- Esteban de Guzmán (a. 1476-1512), XI señor de Orgaz.

Casó con Isabel Suárez de Mendoza y Borbón (m. d. 1543), hija de Lorenzo Suárez de Mendoza, I conde de Coruña y I vizconde de Torija, y de Isabel de Borbón. Le sucedió su hijo.

## Condes de Orgaz
|                       | Titular                                            | Periodo               |
| Creación por Carlos I | Creación por Carlos I                              | Creación por Carlos I |
| --------------------- | -------------------------------------------------- | --------------------- |
| I                     | Álvar Pérez de Guzmán y Suárez de Mendoza          | 1520-1546             |
| II                    | Isabel Pérez de Guzmán                             | 1546-1547             |
| III                   | Juan Hurtado de Mendoza Guzmán                     | 1547-1606             |
| IV                    | Juan Hurtado de Mendoza                            | 1606-c. 1647          |
| V                     | Baltasar Hurtado de Mendoza Guzmán y Rojas         |                       |
| VI                    | Esteban de Mendoza y Rojas                         |                       |
| VII                   | José Hurtado de Mendoza                            | ¿?-1685               |
| VIII                  | Agustín Hurtado de Mendoza                         | 1685-1712             |
| IX                    | María Bernarda Hurtado de Mendoza                  | 1712-1732             |
| X                     | Josefa Hurtado de Mendoza                          | 1732-1738             |
| XI                    | José Crespí de Valldaura y Hurtado de Mendoza      | 1733-1752             |
| XII                   | Cristóbal Crespí de Valldaura y Hurtado de Mendoza | 1752-1778             |
| XV                    | Joaquín Crespí de Valldaura y de Lesquina          | 1778-1814             |
| XVI                   | Esteban Crespí de Valldaura y Carvajal             | 1814-1819             |
| XV                    | Joaquín Crespí de Valldaura y Carvajal             | 1819-1867             |
| XVI                   | Agustín Crespí de Valldaura y Caro                 | 1868-1893             |
| XVII                  | Esteban Crespí de Valldaura y Fortuny              | 1893-1920             |
| XVIII                 | Agustín Crespí de Valldaura y Cavero               | 1922-1954             |
| XIX                   | Esteban Crespí de Valldaura y Cavero               | 1957-1959             |
| XX                    | Gonzalo Crespí de Valldaura y Bosch-Labrús         | 1959-2022             |
| XXI                   | Agustín Crespi de Valldaura y Cardenal             | 2024-actual titular   |

## Historia de los condes de Orgaz

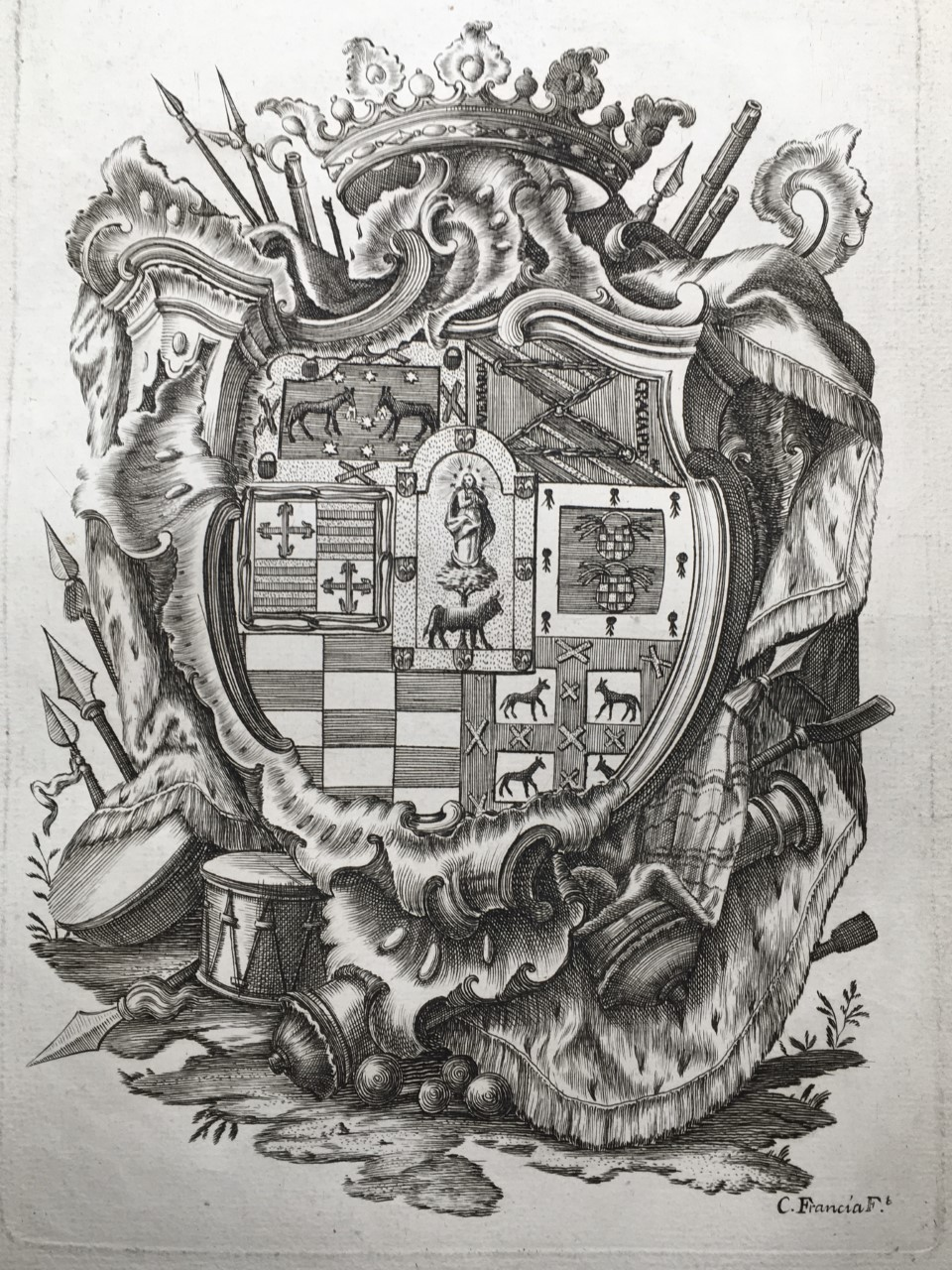
Escudo condes de Orgaz grabado por Carlos Francia.

- Álvar Pérez de Guzmán y Suárez de Mendoza, XII señor y I conde de Orgaz (m. 1546),[15][16] señor de Santa Olalla y alguacil mayor de Sevilla. Otorgó testamento el 13 de junio de 1546 en Santa Olalla y falleció antes del 19 de enero de 1547.

Casó en 1524 con Juana de Toledo (m. d. 16 de marzo de 1575) o, según otros historiadores, con María de Rojas, señora de Santa Cruz de Campezo. Sin descendencia, le sucedió su hermana:
- Isabel Pérez de Guzmán (m. ca. 1565), II condesa de Orgaz. Renunció a sus derechos por ser monja a favor de su sobrino nieto.[16][15]

- Juan Hurtado de Mendoza Guzmán y Rojas[18] (Antoñana, 1536/1537[17]-Santa Olalla, 28 de octubre de 1606),[19] III conde de Orgaz, maestre de Campo, capitán general de Sevilla, mayordomo mayor del rey Felipe II[20] y, por unos meses, de Felipe III,[21] y caballero de la Orden de Alcántara.[22] Era hijo de Luis Hurtado de Mendoza y Guzmán, prestamero mayor de Vizcaya, y su esposa Inés de Toledo y Manrique.[23]

Casó con Leonor de Ribera. Le sucedió su nieto, hijo de su primogénito, Esteban Hurtado de Mendoza y Mendoza, mayordomo mayor del rey Felipe III y caballero de la Orden de Santiago, que falleció antes que su padre en 1604, y de María Barroso de Figueroa.
- Juan Hurtado de Mendoza, IV conde de Orgaz[25] señor de Santa Olalla, señor de Mendivil, Nanclares y la Ribera y prestamero mayor de Vizcaya.[25]

Casó 1618 con Catalina Barroso y Enríquez de Mendoza, hija de Gómez Manrique de Mendoza y Tovar de Velsco, VI conde de Castrojeriz y V señor de Villazopeque y de María Barroso y Enríquez. Le sucedió su hijo:
- Baltasar Hurtado de Mendoza Guzmán y Mendoza (m. después de 1647), V conde de Orgaz,[25]  señor de Santa Olalla, de Mendivil, Nanclares y la Ribera y prestamero mayor de Vizcaya.[25]

Casó, siendo su primer esposo,  el 5 de marzo de 1644 con María Gómez de Sandoval-Rojas y Córdoba (m. 21 de julio de 1685). Le sucedió su hijo:
- Esteban Hurtado de Mendoza y Gómez de Sandoval, VI conde de Orgaz.[28] Falleció en la infancia.[28] Le sucedió su hermano.[16][15]

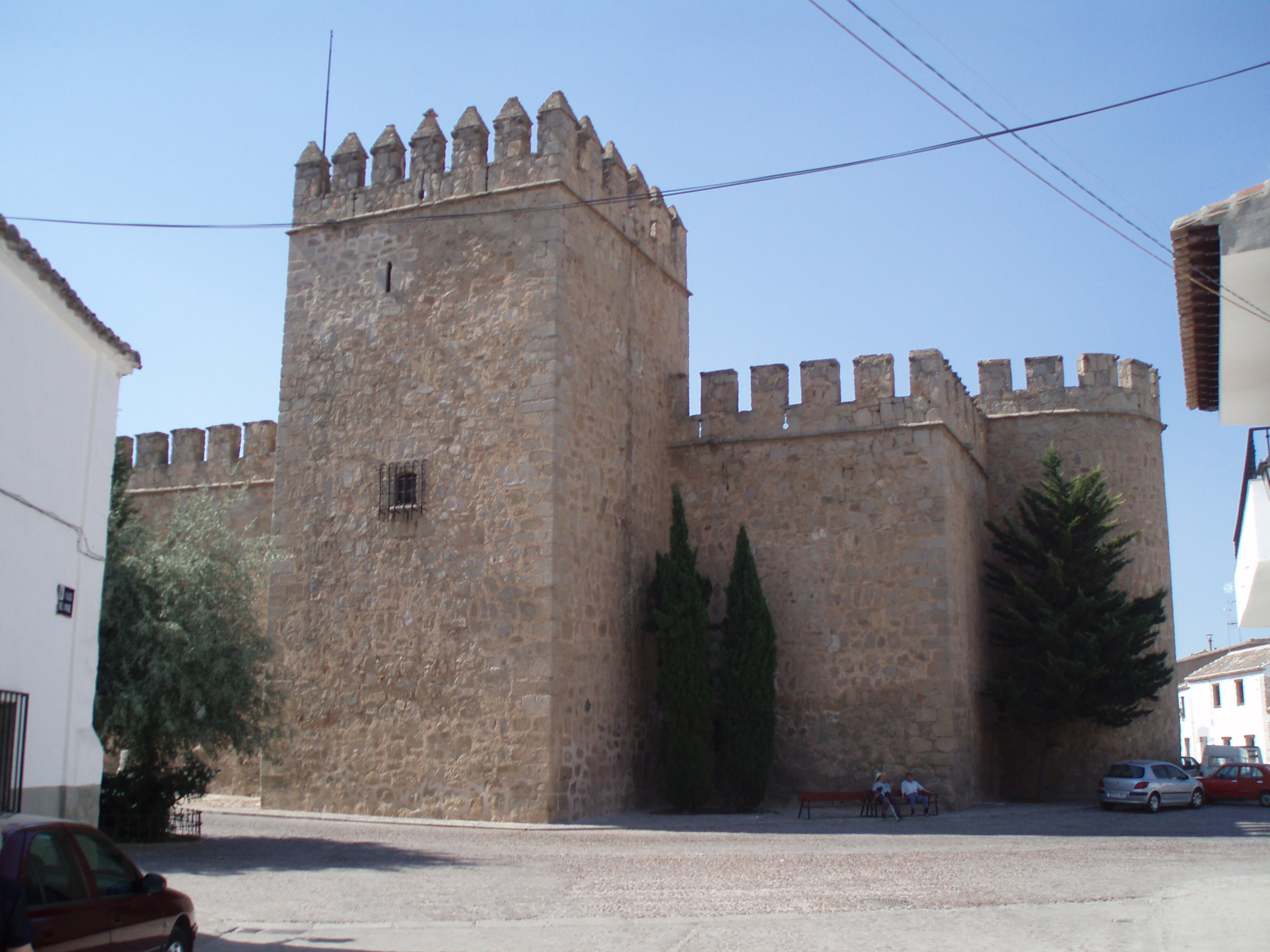
Castillo de los condes de Orgaz, en Orgaz, (Toledo)

- José Hurtado de Mendoza Guzmán Rojas y Sandoval (m. 11 de febrero de 1685), VII conde de Orgaz.[28][15]

Contrajo matrimonio con Juana Trelles Agliata, hija de Benito Trelles y Villamil, I príncipe de la Sala de Partinico, y de Isabella María Agliata, II duquesa del Parque. Le sucedió su hijo:
- Agustín Hurtado de Mendoza y Trelles (m. 1712), VIII conde de Orgaz[28][15]

Casó el 28 de octubre de 1696 con Marie Emmanuelle de Ligne (m. 28 de junio de 1742), sin descendentes. Le sucedió su hermana:
- María Bernarda Hurtado de Mendoza y Trelles (m. 1732), IX condesa de Orgaz.[28][15]

Contrajo matrimonio en 1713 con Pedro Tomás Osorio de quien no hubo descendencia. Le sucedió su hermana:
- Josefa Hurtado de Mendoza y Trelles (m. 8 de febrero de 1738), X condesa de Orgaz.[15][16][b]

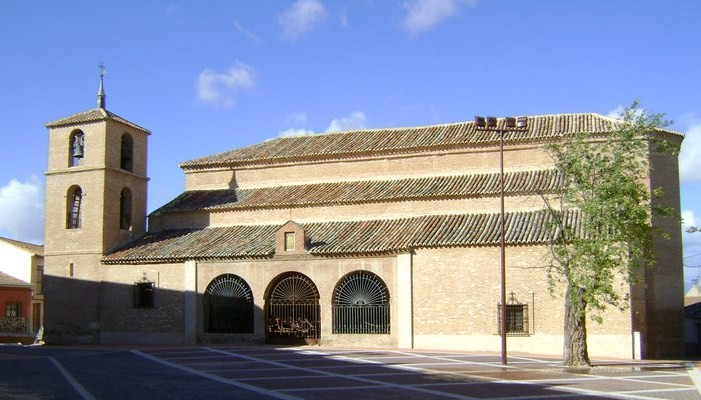
Iglesia de San Julián en Santa Olalla, panteón de los condes en los siglos y

Contrajo matrimonio el 20 de octubre de 1697 con Cristóbal Crespí de Valldaura y Brondo, VII conde de Castrillo, III conde de Sumacárcer, V marqués de Villasidro, III marqués de las Palmas, V conde de Serramagna, IX barón de la Joyosa-Guarda y X barón de Callosa. Era hijo de José Salvador Crespí de Valldaura y Ferrer (1663-1723), II conde de Sumacárcer y de María Luisa Delgadillo de Avellaneda, IV marquesa de Villasidro y IV condesa de Serramagna (sucesión paterna) VIII baronesa de la Joyosa-Guarda (sucediendo a su abuelo), II marquesa de las Palmas (derechos recibidos de su bisabuela paterna),y VI condesa de Castrillo, grande de España. Le sucedió su hijo:
- José Crespí de Valldaura y Hurtado de Mendoza (Valencia, 23 de septiembre de 1698-Alcudia de Crespíns 26 de febrero de 1752) XI conde de Orgaz,[16] VIII conde de Castrillo,[16] IV conde de Sumacárcer,[28]  VI conde de Serramagna,[28] VI marqués de Villasidro[28] y IV marqués de las Palmas[28] y X barón de la Joyosa-Guarda.

Casó con María Vicenta Arias Dávila y Borja. Murió sin sucesión. Le sucedió su hermano:
- Cristóbal Crespí de Valldaura y Hurtado de Mendoza (Valencia, 7 de enero de 1706-2 de junio de 1778),XII conde de Orgaz,[15][16] IX conde de Castrillo,[16] V conde de Sumacárcer,[28] VII conde de Serramagna,[28] VII marqués de Villasidro,[28] V marqués de las Palmas,[28] y XI barón de la Joyosa-Guarda[28] y  XV barón de Callosa.[28]

Casó el 28 de septiembre de 1752, con María de la Portería Lesquina y Gasca (Valladolid, 9 de junio de 1737-¿?), V marquesa de la Vega de Boecillo y vizcondesa de Laguna. Le sucedió su hijo:
- Joaquín Pascual Crespí de Valldaura y Lesquina (Valencia, 25 de febrero de 1768-Valencia 22 de julio de 1814), XIII conde de Orgaz,[15] X conde de Castrillo,[16] VI conde de Sumacárcer,[28] VIII conde de Serramagna,[28] VI marqués de la Vega de Boecillo, VIII marqués de Villasidro,[28] VI marqués de las Palmas,[28] XII barón de la Joyosa-Guarda y XVI barón de Callosa.[28]  :: Contrajo matrimonio en Madrid, el 9 de septiembre de 1788, con Francisca Carvajal Lancáster y Gonzaga Caracciolo (Madrid, 11 de diciembre de 1769-Madrid, 27 de noviembre de 1814). Le sucedió su hijo:

- Esteban Crespí de Valldaura y Carvajal (Madrid, 3 de junio de 1895-Madrid, 31 de marzo de 1819), XIV conde de Orgaz,[16] XII conde de Castrillo,[16] VII conde de Sumacárcer,[28] VII marqués de la Vega de Boecillo, VII marqués de las Palmas, barón de la Joyosa-Guarda, XIV barón de Callosa y vizconde de la Laguna. Le sucedió su hermano:

- Joaquín Crespi de Valldaura y Carvajal (Madrid, 28 de septiembre de 1804-Madrid, 5 de diciembre de 1867), XV conde de Orgaz,[15] XII conde de Castrillo,[16]  VIII conde de Sumacárcer,[28] IX marqués de las Palmas, VIII marqués de Vega de Boecillo, barón de la Joyosa-Guarda, XV barón de Callosa y vizconde de la Laguna.

Casó en 1821 con Margarita Caro y Salas (Palma de Mallorca, 29 de octubre de 1803-Madrid,15 de septiembre de 1857). Le sucedió su hijo:
- Agustín Crespí de Valldaura y Caro (Valencia, 14 de enero de 1833-Madrid, 17 de diciembre de 1893), XVI conde de Orgaz,[15] XIV conde de Castrillo,[16] IX conde de Sumacárcer,[29][28] IX marqués de la Vega de Boecillo, marqués de las Palmas, barón de Callosa.

Casó en 1857 en Palma de Mallorca, con Margarita de Fortuny y Veri (Palma de Mallorca 1840-Madrid, 17 de diciembre de 1910). Le sucedió su hijo:
- Esteban Crespí de Valldaura y Fortuny (26 de septiembre de 1866-Madrid, 8 de septiembre de 1921), XVII conde de Orgaz,[15] XIV conde de Castrillo,[16] X conde de Sumacárcer, XVII barón de Callosa, diputado y senador por derecho propio, maestrante de Valencia y gentilhombre de cámara con ejercicio y servidumbre.[30]

Casó en 1896 con María del Pilar Cavero y Alcíbar-Jaúregui (20 de noviembre de 1868-1971), condesa de Sobradiel, baronesa de Castellví de Rosanes, dama de la reina Victoria Eugenia de Battenberg,  hija de Joaquín Cavero y Álvarez de Toledo y María del Pilar Alcíbar Jaúregui y Lausaca, condes de Sobradiel. Le sucedió su hijo:
- Agustín Crespí de Valldaura y Cavero (11 de mayo de 1897-27 de septiembre de 1954), XVIII conde de Orgaz,[15] XV conde de Castrillo,[16] XI conde de Sumacárcer, XIV marqués de la Vega de Boecillo, XVIII barón de Callosa. Murió soltero y le sucedió su hermano:

- Esteban Crespí de Valldaura y Cavero (Zarauz, 8 de agosto de 1899-Madrid, 22 de enero de 1959), XIX conde de Orgaz,[15] XVI conde de Castrillo,[16] XII conde de Sumacárcer,[31] IX marqués de Villasidro (rehabilitación 1923),[29] marqués de la Vega de Boecillo y barón de Callosa.

Casó con María Josefa Bosch-Labrús y López-Guijarro (m. Madrid, 4 de julio de 1941). Le sucedió su hijo:
- Gonzalo Crespí de Valldaura y Bosch-Labrús (Madrid, 25 de marzo de 1936-Madrid, 25 de febrero de 2022),[32] XX conde de Orgaz, XVII conde de Castrillo, XIII conde de Sumacárcer,[33] XI conde de Serramagna,[29][34] X marqués de Villasidro,[28] XII marqués de Vega de Boecillo (rehabilitado en 1968),[28]  XVIII barón de Callosa,[28] y barón de la Joyosa-Guarda. Fue el fundador de la ONG Ayuda en Acción, presidente de la asamblea española de la Orden de Malta, historiador y presidente de la Asociación Internacional de Bibliófilos y de la Fundación de Amigos de la Biblioteca Nacional de España.[35]

Casó el 13 de octubre de 1959 con María Eugenia Cardenal y de Caralt (n. Barcelona, 20 de marzo de 1938-Ávila, 27 de diciembre de 2022). Padres de:
* Agustín Crespí de Valldaura y Cardenal (n. Barcelona, 10 de agosto de 1960), XI marqués de Villasidro.
* María Josefa Crespí de Valldaura y Cardenal (n. Barcelona, 4 de septiembre de 1961), XV baronesa de la Joyosa-Guarda.
* Esteban Crespí de Valldaura y Cardenal (n. Barcelona, 19 de junio de 1963), XIII marqués de la Vega de Boecillo, casado con Blanca de Ybarra y Elío.
* Luis Crespí de Valldaura y Cardenal (n. Barcelona, 20 de octubre de 1964), XII conde de Serramagna, casado con Teresa Boter y Cavestany.
* Diego Crespí de Valldaura y Cardenal (n. Madrid, 20 de marzo de 1966), XIX barón de Callosa, casado con Lourdes Sartorius y González Bueno.
Le sucedió en el condado de Orgaz, su hijo:
- Agustín Crespí de Valldaura y Cardenal (n. Barcelona, 10 de agosto de 1960),  XXI conde de Orgaz,[37] XI marqués de Villasidro[29] y XVIII  conde de Castrillo, grande de España.[38]

Casó con María González de Amezúa y del Pino, padres de dos hijas: Virginia Crespí de Valldaura y González de Amezúa (n. Palma de Mallorca, 15 de septiembre de 1993), XIV condesa de Sumacárcer, y Sofía Crespí de Valldaura y González de Amezúa (n. Madrid, 6 de octubre de 1995).